# Тамура, Юкари
Юкари Тамура (яп. 田村 ゆかり Тамура Юкари) — популярная сэйю и J-pop-певица. Родилась 27 февраля 1976 года в г. Фукуока, преф. Фукуока, Япония. Как сэйю, сотрудничает с компанией amuleto, как певица — с компанией Cana aria. Официальный фан-клуб, учреждённый в апреле 2001 года, носит название «Mellow Pretty». Поклонники называют её Юкарин (яп. ゆかりん), среди коллег она также известна, как Юкари-тан (ゆかりたん) и Юкари-химэ (ゆかり姫). Её двоюродный брат Харамаки Кодзи (яп. 服巻 浩司 Харамаки Ко:дзи) также является сэйю.
В её репертуаре персонажи самых различных типов: наивные, жестокие, цундэрэ, молчаливые, загадочные и т. д. Ей приходилось играть «двойные» роли, например, Онии Мун в Moon Taisen, Рики Фурудэ в Higurashi no Naku Koro ni или Рино Рандо/Путтян в Best Student Council. Может озвучивать также и роли мальчиков, хотя делает это нечасто.

## Биография
Стать сэйю Тамура хотела ещё в детстве. Одним из факторов, повлиявших на это, считается то, что в четвёртом классе начальной школы её похвалили за чтение на уроке японского языка. В средней и старшей школе посещала кружки пения и театрального искусства. По окончании школы устроилась работать в одну из фирм Фукуоки, одновременно посещая занятия в академии анимации Ёёги (Фукуокский филиал). В этот же период работала ассистентом на радиопередаче THE3P радиостанции KBC. По окончании академии Ёёги она не смогла дебютировать, поэтому, не желая расставаться со своей мечтой, переехала в Токио, где поступила в институт сэйю «Nichinare», чтобы потом перейти в компанию Art Vision, которой принадлежит данный институт.
Прежде чем дебютировать в качестве сэйю, она уже выступала как певица, и потому некоторое время сомневалась, стоит ли продолжать стараться стать сэйю. Тем более, что поначалу дела складывались не очень хорошо, у Тамуры были комплексы из-за высокого голоса, проблемы во взаимоотношениях с друзьями, трудности из-за низкого социального статуса и т. п.
Её дебют в аниме состоялся в 1997 году, а главную роль она впервые сыграла в следующем, 1998 году, в сериале  («Вдвоём под одной крышей» (яп. ふたり暮し Футаригураси)). После этого у неё было ещё несколько десятков ролей, среди которых можно назвать такие, как Наноха Такамати (Magical Girl Lyrical Nanoha), Май Кавасуми (Kanon), Итиго Морино (Onegai Teacher), Митиру (Air), Сакура Ёсино (D.C.: Da Capo), Рика Фурудэ (Higurashi no Naku Koro ni) и другие.
В целом ряде аниме играла совместно с Юи Хориэ; это, в частности, такие, как D.C. ~Da Capo~, Kanon, Idolmaster: Xenoglossia, Higurashi no Naku Koro ni и др. Другой её частый партнёр — Май Накахара; с ней она сыграла в сериалах Idolmaster: Xenoglossia, Higurashi no Naku Koro ni, Midori Days, DearS, Mai-HiME, Clannad, Magical Girl Lyrical Nanoha StrikerS и др.
1 января 2007 года она перешла из компании Arts Vision в компанию I’m enterprise. В апреле того же года сменила также звукозаписывающую компанию: вместо Konami — King Records. В 2016 году покинула обе компании, перейдя в amuleto. В июне 2017 года на мероприятии для участников своего фан-клуба Юкари объявила, что запустила свой собственный лейбл Cana aria.
Любит кошек. Среди её хобби — изготовление сладостей. В приготовлении обычной еды не специалист, даже когда готовит для себя, ей это порой быстро надоедает. Зато хорошо разбирается в компьютере (у неё «Макинтош»). Любит играть в видеоигры; известно, в частности, что она играет в Monster Hunter, Final Fantasy XI, Phantasy Star, Battlefield 4 и др. В веяниях мировой моды разбирается не слишком хорошо; сама предпочитает одеваться в так называемом стиле «Lolita fashion». Застенчива.
Помимо ролей в ТВ-аниме и OVA Тамура также озвучивает персонажей в компьютерных играх и Drama CD, выступает в радиопередачах. В частности, она являлась ведущей радиопередачи «Озорной чёрный заяц Тамуры Юкари» (яп. 田村ゆかりのいたずら黒うさぎ Тамура Юкари но итадзура куро усаги) и смежной с ней передачи по интернет-радио  «Чайная „Чёрный заяц“ — тайная комнатка» (яп. 喫茶 黒うさぎ〜秘密の小部屋〜 Кисса Куро усаги химицу но кохэйя); обе передачи выходили еженедельно с 2003 года (вторая — с некоторым перерывом; транслировалась на сайте Oh!sama TV). В 2016 году в связи со сменой лейбла радиопередачи были завершены. В июле же 2017 года Юкари вернулась на радио с новой передачей 田村ゆかりの乙女心♡症候群 «Синдром ♡ девичьего сердца Тамуры Юкари» (яп. 田村ゆかりの乙女心♡症候群 Тамура Юкари но отомэгокоро сё:ко:гун).
Помимо этого, Тамура продолжает выступать и в качестве певицы. Первый её диск — «Юки о кудасай» (яп. 勇気をください Ю:ки о кудасай, «Дай мне храбрости»), вышел в 1997 году. С тех пор она записала в общей сложности 10 альбомов и 24 сингла (не считая дисков с т. н. «Character Songs», песнями персонажей из аниме). Песни, связанные с аниме, она исполняет как самостоятельно, так и в сотрудничестве с другими сэйю. Например, в 1999 году она образовала юнит «Яматонадэсико» (яп. やまとなでしこ, «Ямато-надэсико») с вышеупомянутой Юи Хориэ.
Выступает она также и с концертами. Среди прочего, в марте 2008 года она, третьей из числа сэйю (до неё были Хэкиру Сиина и Нана Мидзуки), дала концерт в известном спортивном зале Ниппон Будокан.

## Роли
Имена приводятся в европейском порядке (имя, фамилия), ведущие роли жирным шрифтом.
1997
- Battle Athletes Victory (Айла В. Розновски (в молодости))
- Tenchi Muyo! (Ёсинага)

1998
- Detective Conan (Мина Аосима (серии 121—122); Юка Конно (серия 414))
- Futari Gurashi (Хикару Сайто)

1999
- Angel Links (LiEF baby; Салли; Яёй; Иэ)
- Boogiepop Phantom (Кёко Кисита)
- Dai-Guard (Фука Танигава)
- The Big O (сотрудник суда)

2000
- Dotto Koni-chan (Моро)
- Ginsoukikou Ordian (Мэй Ли)
- Hero Hero-kun (Кира Кира)
- Labyrinth of Flames (Касуми)
- Miami Guns (Лу Амано)
- Muteki Ou Tri-Zenon (Рико Мунаката; Кураму Кё)
- Oh! Super Milk-Chan (Хиросуэ)
- Shin Megami Tensei: Devil Children (Нэкомата)
- The King of Braves GaoGaiGar Final (АнРю; КоРю; ТэнРюДзин)

2001
- Galaxy Angel (Ранфа Франбуаз)
- Memories Off (Каору Отоха)
- s-CRY-ed (Канами Юта)
- Pretear (Яёй Такато; Типи)
- The SoulTaker (Асука Сакураи)

2002
- Galaxy Angel A (Ранфа Франбуаз)
- Galaxy Angel Z (Ранфа Франбуаз)
- G-On Riders (Zero)
- Kanon (Май Кавасуми)
- King of Bandit Jing (Роуз)
- Mirmo! (2002—2005) (Коёми)
- Nurse Witch Komugi-chan (Асука Сакураи)
- Onegai Teacher (Итиго Морино)
- Pita Ten (Мися)
- Zaion: I Wish You Were Here (Ай)
- «Наруто» (2002—2007) (Тэн-Тэн)

2003
- D.C.: Da Capo (Сакура Ёсино)
- Galaxy Angel Ранфа Франбуаз
- Godannar (Эллис Валентин)
- Onegai Twins (Итиго Морино)
- R.O.D the TV (Харухи Нисидзоно, Нацуми Нисидзоно)

2004
- DearS (Ня)
- Final Approach (Мики Мория)
- Galaxy Angel X (Ранфа Франбуаз)
- Godannar 2 (Эллис Валентин)
- Interlude (Майки Тамаки)
- Kujibiki Unbalance (Комаки Асагири)
- Magical Girl Lyrical Nanoha (Наноха Такамати)
- Mai-HiME (Мидори Сугиура)
- Midori no Hibi (Сиори Цукисима)
- Nurse Witch Komugi-chan (Асука Сакураи)
- The Melody of Oblivion (Коко)
- Uta∽Kata (Митиру Мунаката)
- Vulgar Ghost Daydream (Аи Кунуги)
- «Портрет малышки Козетты» (Каори Нисимото)

2005
- Air (Митиру)
- Best Student Council (Рино Рандо/Путтян)
- D.C.S.S.: Da Capo Second Season (Сакура Ёсино)
- Itsudatte My Santa! (Май-Май)
- Jinki:EXTEND (Руи Косака)
- Magical Girl Lyrical Nanoha A’s (Наноха Такамати)
- My-Otome (Мидори Сугиура)
- Otogi-Juushi Akazukin OVA (Акадзукин)
- Shakugan no Shana (Тириэль («Айзента»))
- SoltyRei (Селика Яёй)
- «Стальная тревога: Новое задание» (ИИ Курца)

2006
- Galaxy Angel Rune (Ранфа Франбуаз)
- Higurashi no Naku Koro ni (Рика Фурудэ)
- Kanon (Май Кавасуми)
- Kashimashi: Girl Meets Girl (Томари Курусу)
- Otogi-Juushi Akazukin (Акадзукин)
- «Гостевой клуб лицея Оран» (Эклер Тоннерре)

2007
- CLANNAD (Мэй Сунохара)
- D.C.II: Da Capo II (Сакура Ёсино)
- Gintama (Саки Ханано)
- Heroic Age (Тейл Ол Нахильм)
- Higurashi no Naku Koro ni Kai (Рика Фурудэ, Фредерика Бернкастель)
- Idolmaster: Xenoglossia (Иори Минасэ)
- Magical Girl Lyrical Nanoha StrikerS (Наноха Такамати)
- MOETAN (Инк Нидзихара/Пастель Инк)
- Mushi-Uta (Адзуса Хоридзаки/Мин-мин)
- Myself ; Yourself (Сюри Вакацуки)
- Naruto Shippuden (2007—2017) (Тэн-Тэн)
- NiGHTS Journey of Dreams (NiGHTS)
- Shakugan no Shana II (Тириэль («Айзента»))
- Sketchbook: full color'S (Нагиса Курихара)
- Sugarbunnies (Шарлотта, Момоуса)
- Tokimeki Memorial Only Love (Юкари Хигасино)

2008
- Clannad ~After Story~ (Мэй Сунохара)
- D.C.II: Da Capo II Second Season (Сакура Ёсино)
- Kaitou Tenshi Twin Angel (Харука Минацуки)
- Kuroshitsuji (Элизабет Мидфорд)
- Monochrome Factor (Лулу)
- Nabari no Ou (Синрабан-сё)
- Sugarbunnies: Chocolat! (Момоуса, Ханауса)

2009
- Asu no Yoichi (Тихая Икаруга)
- Hayate no gotoku!! (Мая)
- Kämpfer (Сэппуку Куроусаги)
- Kurokami The Animation (Эксель)
- Sora o kakeru shoujo (Кадзанэ Сисидо)
- To Aru Kagaku no Railgun (Михо Дзюфуку)
- Umineko no naku koro ni (Фредерика Бернкастель)

2010
- B-gata H-kei (Ямада)
- Katanagatari (Тогамэ)
- Kuroshitsuji II (Элизабет Мидфорд)
- Mayoi Neko Overrun! (Кахо Тикумаэн)

2011
- Kore wa Zombie Desu ka? (Юкливуд Хэлсайт)
- «Врата;Штейна» (Судзуха Аманэ)

2013
- Kill la Kill (Нуи Харимэ)
- Namiuchigiwa no Muromi-san (Муроми-сан)
- OreShura (Масудзу Нацукава)

2014
- Akame ga Kill! (Майн)
- «Без игры жизни нет» (Джибрил)

2016
- Honkai Impact 3rd (Тереза Апокалипсис)

2017
- Boruto: Naruto Next Generations (2018—2019) (Тэн-Тэн)

2018
- Full Metal Panic: Invisible Victory (Юкари, ИИ Курца)
- Hugtto! Precure (Лулу Амур)
- ISLAND (Риннэ Охара)
- «Врата;Штейна 0» (Судзуха Аманэ, Юки Аманэ)

2020
- Fate/Grand Order (Химико)
- Iwa-Kakeru! Climbing Girls (Аннэ Курусу)
- Higurashi no Naku Koro ni Go (Рика Фурудэ)

2021
- I’ve Been Killing Slimes for 300 Years and Maxed Out My Level (Провато Пекора Ариес)
- Higurashi no Naku Koro ni Sotsu (Рика Фурудэ)

2022
- Genshin Impact (Нахида, Ци Ци)

2023
- Yuri Is My Job! (Май Косиба)

## Музыкальные записи

### Синглы
Большинство синглов включают в себя три песни (не считая караоке-версий). Многие песни, входящие в синглы, исполнялись в аниме или радиопередачах с участием Тамуры.
1. summer melody (май 2001, Konami Digital Entertainment, далее просто «Konami»)
2. Love♡parade (апрель 2002, Konami)
3. Baby’s Breath (август 2002, Konami)
4. Lovely Magic (май 2003, Konami)
5. 眠れぬ夜につかまえて (Nemurenu yoru ni tsukamaete) (сентябрь 2003, Konami)
6. 夢見月のアリス (Yume mitsuki no Arisu)(май 2004, Konami)
7. Little Wish 〜lyrical step〜 (октябрь 2004, Konami). Включает закрывающую песню (эндинг) из аниме Magical Girl Lyrical Nanoha
8. 恋せよ女の子 (Koi seyo onnanoko)(октябрь 2004, Konami). Включает открывающую песню (опенинг) из аниме Gokujou Seitokai
9. Spiritual Garden (октябрь 2005, Konami). Включает закрывающую песню (эндинг) из аниме Magical Girl Lyrical Nanoha A’s
10. 童話迷宮 (Douwa meikyuu) (август 2006, Konami). Включает открывающую песню (опенинг) из аниме Otogi-Jūshi Akazukin
11. Princess Rose (декабрь 2006, Konami). Включает вторую открывающую песню (опенинг) из аниме Otogi-Jūshi Akazukin
12. 星空のSpica (Hoshizora no supika) (май 2007, Kingrecords). Включает закрывающую песню (эндинг) из аниме Magical Girl Lyrical Nanoha StrikerS
13. Beautiful Amulet (август 2007, Kingrecords). Включает вторую закрывающую песню (эндинг) из аниме Magical Girl Lyrical Nanoha StrikerS
14. mon chéri (март 2008, Kingrecords)
15. バンビーノ・バンビーナ (Bambino Bambina) (август 2008, Kingrecords)
16. Tomorrow (декабрь 2008, Kingrecords)
17. †Metausa-hime ~Kuro Yukari Oukoku Misa~† (февраль 2009, Kingrecords)
18. You & Me (декабрь 2009, Kingrecords)
19. My wish My love (январь 2010, Kingrecords)
20. おしえて A to Z (Oshiete A to Z) (апрель 2010, Kingrecords)
21. プラチナLover’s Day (Platina Lover’s Day) (январь 2011, Kingrecords)
22. Melon Ondo ~Festival of Kingdom~ (めろ～ん音頭～Festival of Kingdom～) (апрель 2011, Kingrecords)
23. Endless Story (октябрь 2011, Kingrecords)
24. 微笑みのプルマージュ (Hohoemi no Plumage) (август 2012, Kingrecords)
25. W：wonder Tale (февраль 2013, Kingrecords)
26. Fantastic Future (апрель 2013, Kingrecords)
27. 秘密の扉から会いにきて (Himitsu no Tobira kara Ai ni Kite) (февраль 2014, Kingrecords)

### Альбомы
Альбомы могут включать в себя как песни, уже выходившие на синглах, так и новые песни. Обычно они выходили на CD, хотя в некоторых случаях выпускались также ограниченным тиражом дополнительные DVD с видеоматериалами.
1. 天使は瞳の中に (Tenshi wa hitomi no naka ni) (июль 2001, Konami)
2. 花降り月夜と恋曜日。 (Hanafuri tsukiyo to koiyoubi) (сентябрь 2002, Konami)
3. 蒼空に揺れる蜜月の小舟。 (Aozora ni yureru mitsugetsu no kobune) (ноябрь 2003, Konami)
4. 琥珀の詩、ひとひら (Kohaku no uta, hitohira) (март 2005, Konami)
5. 銀の旋律、記憶の水音。 (Gin no senritsu, kyoku no mizuoto) (апрель 2006, Konami)
6. 十六夜の月、カナリアの恋。 (Izayoi no tsuki, kanaria no koi) (февраль 2008, Kingrecords)
7. 木漏れ日の花冠 (Komorebi no rozetto) (февраль 2009, Kingrecords)
8. シトロンの雨 (Citron no Ame) (сентябрь 2010, Kingrecords)
9. 春待ちソレイユ (Harumachi Soleil) (декабрь 2011, Kingrecords)
10. 螺旋の果実 (Rasen no Kajitsu) (ноябрь 2013, Kingrecords)

Ещё несколько альбомов обычно не включаются в общий счёт:
- WHAT’S NEW PUSSYCAT? (сентябрь 1997, PolyGram). Самый первый альбом, вышел в формате мини-альбома (30 минут).
- True Romance (март 2003, Konami). Сборник уже выходивших ранее песен
- Sincerely Dears… (март 2007, Konami). Сборник лучших песен
- Everlasting Gift (октябрь 2012, Kingrecords). Сборник лучших песен
- Princess ♡ Limited (ноябрь 2017, Cana aria). Первый мини-альбом с момента смены лейбла